# اتاق مدیرعامل
اتاق مدیرعامل (انگلیسی: Executive Suite) فیلمی آمریکایی در سبک رمانتیک به کارگردانی رابرت وایز است که در سال ۱۹۵۴ منتشر شد.

## بازیگران
- ویلیام هولدن
- باربارا استانویک
- فردریک مارچ
- والتر پیجن
- جون الیسون
- لوئیس کالهرن
- پال داگلاس
- نینا فوخ
- شلی وینترز
- دین جاگر
- هری شانون
- ویرجینیا بریساک